# SV Limburgia in het seizoen 1958/59
Het seizoen 1958/1959 was het vijfde jaar in het bestaan van de Brunssumse betaaldvoetbalclub Limburgia. De club kwam uit in de Eerste divisie A en eindigde daarin op de zesde plaats.

## Wedstrijdstatistieken

### Eerste divisie A
|       | AGOVV | Alkmaar '54 | BVV   | D.F.C. | De Graafschap | Eindhoven | Fortuna | Haarlem | Helmond | Leeuwarden | SVV   | Volendam | VSV   | Wageningen | ZFC   |
| ----- | ----- | ----------- | ----- | ------ | ------------- | --------- | ------- | ------- | ------- | ---------- | ----- | -------- | ----- | ---------- | ----- |
| Thuis | 1 – 3 | 1 – 4       | 1 – 1 | 2 – 0  | 4 – 1         | 4 – 0     | 2 – 0   | 2 – 0   | 0 – 2   | 1 – 2      | 3 – 1 | 1 – 4    | 1 – 0 | 4 – 1      | 4 – 1 |
| Uit   | 0 – 2 | 3 – 0       | 2 – 1 | 2 – 2  | 3 – 3         | 1 – 2     | 1 – 1   | 2 – 2   | 2 – 0   | 3 – 2      | 1 – 1 | 1 – 1    | 2 – 1 | 1 – 2      | 0 – 1 |

## Statistieken Limburgia 1958/1959

### Eindstand Limburgia in de Nederlandse Eerste divisie A 1958 / 1959
| Stand | Gespeeld | Gewonnen | Gelijk | Verloren | Punten | Doelpunten voor | Doelpunten tegen |
| ----- | -------- | -------- | ------ | -------- | ------ | --------------- | ---------------- |
| 6e    | 30       | 13       | 7      | 10       | 33     | 52              | 44               |

### Topscorers
| Competitie \| # \| Naam \| \| \| ------ \| --------------- \| -- \| \| 1. \| Leo Beerendonk \| 15 \| \| 2. \| Gradus Hansen \| 11 \| \| 3. \| Gène Gerards \| 7 \| \| 3. \| Jan Hoogen \| 7 \| \| 5. \| Chris Broeders \| 4 \| \| 6. \| Paul Ewe \| 3 \| \| 6. \| Mathieu Spanjer \| 3 \| \| 8. \| Martin Molnar \| 1 \| \| 8. \| S. Rohmi \| 1 \| \| Totaal \| Totaal \| 52 \| |                 |      |
| # | Naam            | Goal |
| 1. | Leo Beerendonk  | 15   |
| 2. | Gradus Hansen   | 11   |
| 3. | Gène Gerards    | 7    |
| 3. | Jan Hoogen      | 7    |
| 5. | Chris Broeders  | 4    |
| 6. | Paul Ewe        | 3    |
| 6. | Mathieu Spanjer | 3    |
| 8. | Martin Molnar   | 1    |
| 8. | S. Rohmi        | 1    |
| Totaal | Totaal          | 52   |